# 懲毖録
『懲毖録』（ちょうひろく）は、17世紀前後に書かれた李氏朝鮮の史書で、著者は同王朝の宰相柳成龍。文禄・慶長の役を記録したもので、重要な資料として、韓国の国宝第132号に指定されている。

## 概要
1592年から1598年にわたって、日本軍が朝鮮に侵攻する前兆から、朝鮮朝廷の行動と明国の動態、日本軍と朝鮮及び明国の交渉と裏取引等に関しても、文禄・慶長の役の一部始終を詳細に記したもので、著者の柳成龍は戦乱勃発当時に朝鮮朝廷の高官であった。
日本の侵攻に備えて李舜臣を全羅左道水軍節度使に推薦したのも柳であったが、豊臣秀吉の朝鮮侵攻の意志を見抜けなかった金誠一を支持していたこともあり、その責任を問われて一時官職を罷免された。柳成龍は白衣従軍として王の身辺を守り、それが認められて再び平安道偵察使、三道都体察使と重役を任された。このように文禄・慶長の役の際、朝鮮朝廷の側近にあった柳成龍は、隠居して故郷に引き籠った際、『懲毖録』を著した。
『懲毖録』のタイトルは『詩経』周頌・小毖篇首章にある「予其懲而毖後患」から採られている。

## 内容
『懲毖録』には数多くの逸話が記されている。その代表的なものを以下にあげる。
- 1586年、宗義智の家臣の柚谷康広が秀吉の書信を持って朝鮮を訪れた際、朝鮮軍の飾りのような槍をみて「お前たちの槍の柄の、なんとも短いことよ」と笑った[2]。

- 1591年に日本に派遣された通信使正使黄允吉と副使金誠一は、視察後、国王に報告するにあたって、黄允吉は「必ずや兵禍がありましょう」と述べたのに対し、金誠一は「臣は倭国でそのような徴候を見ておりません」と答えた[3]。

- 1592年4月15日、日本軍は東萊に進攻し宋象賢の守る城を落した。そのとき、宋象賢は日本軍に命乞いをすることを拒み、死ぬことを選んだ。倭人たちは宋象賢の死守を賞賛し、亡骸を棺におさめて埋葬し、墓標を立ててその志を標した[4]。

- 沈惟敬と小西行長は親しく、事あるごとに互いにうまく繕いながらその場逃れの処置で戦争を収めようとした[5]。

- 1598年10月、倭軍との海戦で李舜臣は流れ弾に当たって死んだ。死ぬ際に、李舜臣は「戦いはまさに切迫している。くれぐれも私の死を周りに知らせぬように…」と言い遺した[6]。

## 書誌
『懲毖録』の成立年は不明。柳成龍が1598年に政界を離れ慶尚道安東に隠居してから書かれたものである。その刊行年も不明。古刊本は2種類あり、ひとつは「16巻本」、もうひとつは「2巻本」である。その内容からして、「16巻本」が先に登場し、後に「2巻本」が生まれた、と見られる。「16巻本」の構成は以下の通り。
- 第1巻～第2巻：総論
- 第3巻～第5巻：『芹曝集』（箚・啓辞）
- 第6巻～第14巻：『辰巳録』（馳啓・復命）
- 第15巻～第16巻：『軍門謄録』（啓草・文移）
- 録後雑記

1695年、大和屋伊兵衛が京都で「2巻本」の『懲毖録』を訓読をつけて刊行した。これにより、日本側に文禄・慶長の役での朝鮮側の事情が伝わることになった。晋州城で2度の激戦を繰り広げ、「もくそ」（牧使：朝鮮の地方官名）として恐れられた朝鮮の武将の金時敏が実は1度目の攻城戦で戦死していたこと等も、この時になって伝わった。
一方朝鮮側では、『懲毖録』が日本に出回っていることが物議を醸し、1712年、日本への書籍の輸出を禁止する等の騒動になった。

### 翻訳

#### 漢文
- 『懲毖録』（朝鮮群書大系 続々 第1輯） 朝鮮古書刊行会、1913年 国立国会図書館デジタルコレクション

#### 日本語訳
- 大和屋伊兵衛訳『懲毖録』1695年
- 長内良太郎、鈴木実訳『朝鮮柳氏懲毖録対訳 巻之1』 含英舎、1876年 国立国会図書館デジタルコレクション
- 山口昻訳『朝鮮懲毖録』厚信舎、1894年 国立国会図書館デジタルコレクション
- 長野直彦訳『懲毖録』（通俗朝鮮文庫 第5輯）自由討究社、1921年 国立国会図書館デジタルコレクション
- 曽我昌隆訳『懲毖録』新興書房、1966年 NCID BN05109352
- 朴鐘鳴訳『懲毖録』平凡社東洋文庫、1979年 ISBN 4582803571

#### 英語訳
- Yu Songnyong Choi Byonghyon訳 (2002). The Book of Corrections: Reflections on the National Crisis during the Japanese Invasion of Korea, 1592-1598. Korea Research Monograph 28. Institute of East Asian Studies, University of California, Berkeley. ISBN 1-55729-076-8